# Lucus Planum
Lucus Planum és una formació geològica de tipus planum a la superfície de Mart, localitzada amb el sistema de coordenades planetocèntriques a 2.25 latitud N i 190.43 ° longitud E, que fa 899.87 km de diàmetre. El nom va ser aprovat per la UAI l'any 1997 i fa referència a una característica d'albedo.